# Montaldo Scarampi
Montaldo Scarampi (Montad in piemontese) è un comune italiano di 710 abitanti della provincia di Asti, nel territorio storico dell'Astesana in Piemonte ed è situato in posizione panoramica tra colline ricche di vigneti alla sinistra del corso del fiume Tiglione.
A giugno 2024 è stato inaugurato il Punto Panoramico Mons Altus, che permette di avere una visione a 360º sulle colline della Valtiglione e sul paese.

## Origini del nome
Il nome deriva da loco Montealto, «citato per la prima volta in un documento datato 984», si riferisce chiaramente dalla posizione del paese, «il determinante invece allude alla potente famiglia dei banchieri astigiani che detiene il feudo fin dal XIV secolo».

## Storia

### Simboli
Stemma e gonfalone sono stati concessi con Decreto della Presidenza del Consiglio dei Ministri in data 29 luglio 1993.
Stemma
Nel capo è rappresentato il blasone della famiglia Scarampi di Asti (d'oro, a cinque pali di rosso), marchesi di Montaldo Scarampi nel XVII secolo.
Gonfalone

## Società

### Evoluzione demografica
Negli ultimi cento anni, a partire dal 1911, la popolazione residente si è dimezzata.
Abitanti censiti

## Amministrazione
Di seguito è presentata una tabella relativa alle amministrazioni che si sono succedute in questo comune.
| Periodo        | Periodo        | Primo cittadino          | Partito                                 | Carica  | Note  |
| -------------- | -------------- | ------------------------ | --------------------------------------- | ------- | ----- |
| 24 giugno 1985 | 2 giugno 1990  | Enzo Forno               | Partito Socialista Democratico Italiano | Sindaco | [ 8 ] |
| 2 giugno 1990  | 24 aprile 1995 | Enzo Forno               | Partito Socialista Italiano             | Sindaco | [ 8 ] |
| 24 aprile 1995 | 14 giugno 1999 | Enzo Forno               | centro                                  | Sindaco | [ 8 ] |
| 14 giugno 1999 | 14 giugno 2004 | Enzo Forno               | lista civica                            | Sindaco | [ 8 ] |
| 14 giugno 2004 | 8 giugno 2009  | Giovanni Battista Rabino | lista civica                            | Sindaco | [ 8 ] |
| 8 giugno 2009  | 11 giugno 2014 | Francesco Manassero      | lista civica                            | Sindaco | [ 8 ] |
| 26 maggio 2014 | 27 maggio 2019 | Francesco Manassero      | lista civica Insieme per Montaldo       | Sindaco | [ 8 ] |
| 27 maggio 2019 | 08 giugno 2024 | Francesco Manassero      | lista civica Noi per Montaldo           | Sindaco | [ 8 ] |
| 08 giugno 2024 | "in carica"    | Stefano Marchetti        | lista civica Montaldo per tutti         | Sindaco | [ 8 ] |